# Tour de France 1966
Le Tour de France 1966 est la 53e édition du Tour de France, course cycliste qui s'est déroulée du 21 juin au 14 juillet 1966 sur 22 étapes pour 4 329 km. Il est remporté par le Français Lucien Aimar devant le Néerlandais Jan Janssen et un autre Français Raymond Poulidor. C'est la dernière participation dans l'épreuve du Français Jacques Anquetil, cinq fois vainqueur du Tour, qui abandonne lors de la 19e étape.

## Résumé
- 13 équipes de marque de 10 coureurs se présentent au départ.
- C'est durant cette édition que sont réalisés les premiers contrôles antidopage sur le Tour de France : douze contrôles urinaires sont successivement réalisés à Bordeaux (28 juin) et à Revel (3 juillet). Ils révèlent six cas positifs aux amphétamines, ce qui déclenche une grève symbolique des coureurs. Devant l'impossibilité de prouver que les produits dopants ont été pris sciemment, les sanctions s'avèrent inapplicables[1].
- Terrible 16e étape où 3 cols sont à franchir : la Croix de Fer (2 066 m), le Télégraphe (1 566 m) et le Galibier (2 556 m), et qui voit 28 coureurs arriver hors délais sur les 116 rescapés, et par conséquent éliminés du Tour.
- Jacques Anquetil, souffrant, abandonne à la 19e étape et fait ses adieux au Tour de France.
- Fagor est la seule formation à finir le Tour au complet.
- Vitesse moyenne du vainqueur : 36,819 km/h
- Ce Tour de France est le dernier dont le parcours ne comporte aucune arrivée en altitude.

## Étapes
| Étape,        | Date        | Villes étapes                          |                              | Distance (km)         | Vainqueur d’étape      | Leader du classement général |
| ------------- | ----------- | -------------------------------------- | ---------------------------- | --------------------- | ---------------------- | ---------------------------- |
| 1re étape     | 21 juin     | Nancy – Charleville                    | Étape de plaine              | 208,5                 | Rudi Altig             | Rudi Altig                   |
| 2e étape      | 22 juin     | Charleville – Tournai (BEL)            | Étape de plaine              | 198                   | Guido Reybrouck        | Rudi Altig                   |
| 3e étape (a)  | 23 juin     | Tournai (BEL) – Tournai (BEL)          | Contre-la-montre par équipes | 21                    | Televizier-Batavus     | Rudi Altig                   |
| 3e étape (b)  | 23 juin     | Tournai (BEL) – Dunkerque              | Étape de plaine              | 131,5                 | Gerben Karstens        | Rudi Altig                   |
| 4e étape      | 24 juin     | Dunkerque – Dieppe                     | Étape de plaine              | 205                   | Willy Planckaert       | Rudi Altig                   |
| 5e étape      | 25 juin     | Dieppe – Caen                          | Étape de plaine              | 178,5                 | Franco Bitossi         | Rudi Altig                   |
| 6e étape      | 26 juin     | Caen – Angers                          | Étape de plaine              | 216,5                 | Edward Sels            | Rudi Altig                   |
| 7e étape      | 27 juin     | Angers – Royan                         | Étape de plaine              | 252,5                 | Albert Van Vlierberghe | Rudi Altig                   |
| 8e étape      | 28 juin     | Royan – Bordeaux                       | Étape de plaine              | 137,5                 | Willy Planckaert       | Rudi Altig                   |
| 9e étape      | 29 juin     | Bordeaux – Bayonne                     | Étape de plaine              | 201                   | Gerben Karstens        | Rudi Altig                   |
| 10e étape     | 30 juin     | Bayonne – Pau                          | Étape de montagne            | 234,5                 | Tommaso De Pra         | Tommaso De Pra               |
| 11e étape     | 1er juillet | Pau – Luchon                           | Étape de montagne            | 188                   | Marcello Mugnaini      | Jean-Claude Lebaube          |
|               | 2 juillet   | Luchon                                 | Jour de repos                | Journée de repos no 1 | Journée de repos no 1  | Journée de repos no 1        |
| 12e étape     | 3 juillet   | Luchon – Revel                         | Étape de montagne            | 218,5                 | Rudi Altig             | Karl-Heinz Kunde             |
| 13e étape     | 4 juillet   | Revel – Sète                           | Étape de plaine              | 191,5                 | Georges Vandenberghe   | Karl-Heinz Kunde             |
| 14e étape (a) | 5 juillet   | Montpellier – Aubenas                  | Étape de plaine              | 144                   | Jo de Roo              | Karl-Heinz Kunde             |
| 14e étape (b) | 5 juillet   | Vals-les-Bains – Vals-les-Bains        | Contre-la-montre individuel  | 20                    | Raymond Poulidor       | Karl-Heinz Kunde             |
| 15e étape     | 6 juillet   | Privas – Le Bourg-d'Oisans             | Étape de montagne            | 203,5                 | Luís Otaño             | Karl-Heinz Kunde             |
| 16e étape     | 7 juillet   | Le Bourg-d'Oisans – Briançon           | Étape de montagne            | 148,5                 | Julio Jiménez          | Jan Janssen                  |
| 17e étape     | 8 juillet   | Briançon – Turin (ITA)                 | Étape de montagne            | 160                   | Franco Bitossi         | Lucien Aimar                 |
|               | 9 juillet   | Turin (ITA)                            | Jour de repos                | Journée de repos no 2 | Journée de repos no 2  | Journée de repos no 2        |
| 18e étape     | 10 juillet  | Ivrée (ITA) – Chamonix                 | Étape de montagne            | 188                   | Edy Schütz             | Lucien Aimar                 |
| 19e étape     | 11 juillet  | Chamonix – Saint-Étienne               | Étape de montagne            | 264,5                 | Ferdinand Bracke       | Lucien Aimar                 |
| 20e étape     | 12 juillet  | Saint-Étienne – Montluçon              | Étape de plaine              | 223,5                 | Henk Nijdam            | Lucien Aimar                 |
| 21e étape     | 13 juillet  | Montluçon – Orléans                    | Étape de plaine              | 232,5                 | Pierre Beuffeuil       | Lucien Aimar                 |
| 22e étape (a) | 14 juillet  | Orléans – Rambouillet                  | Étape de plaine              | 111                   | Edward Sels            | Lucien Aimar                 |
| 22e étape (b) | 14 juillet  | Rambouillet – Paris - Parc des Princes | Contre-la-montre individuel  | 51,5                  | Rudi Altig             | Lucien Aimar                 |

## Classements

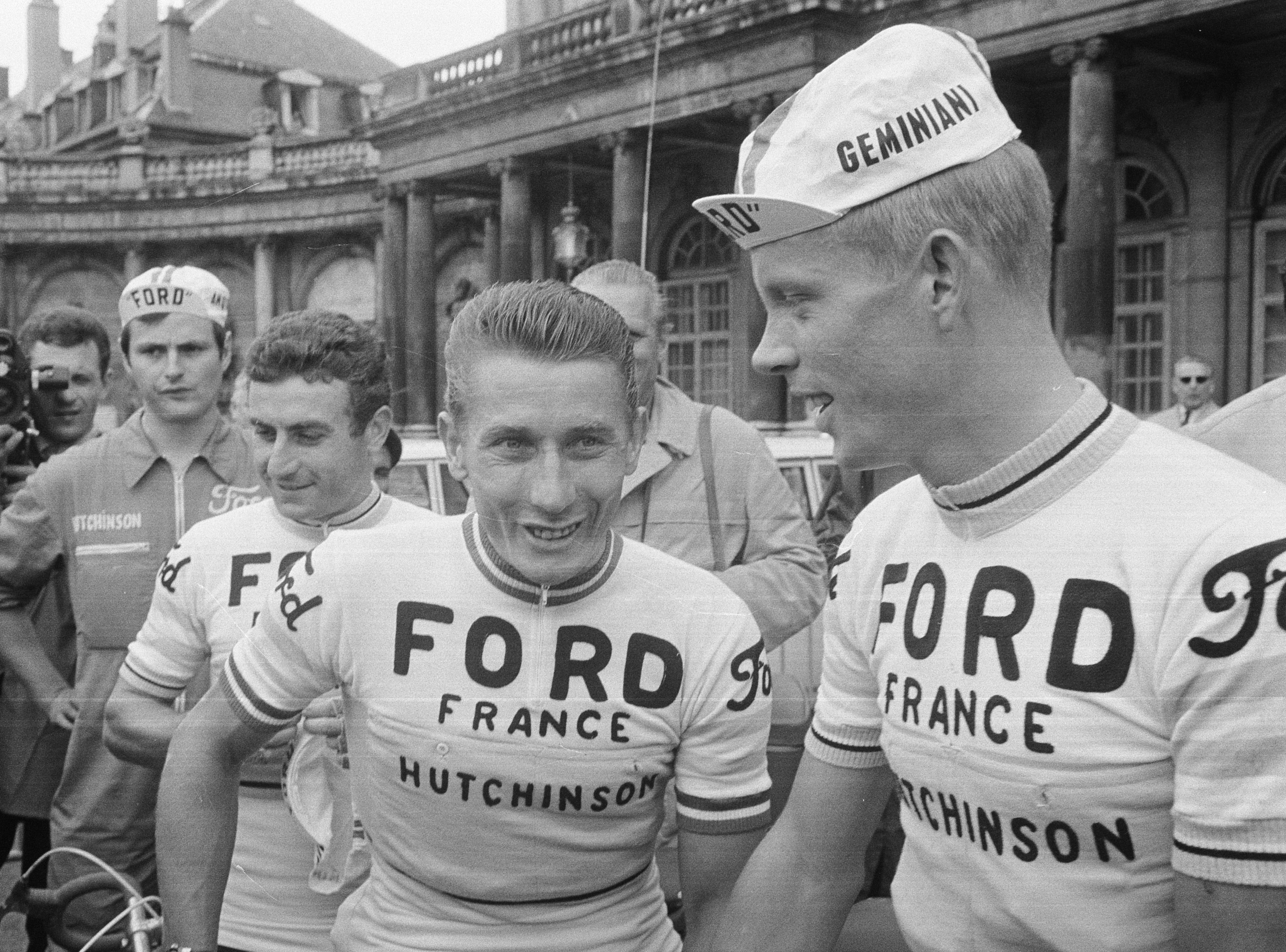
Lucien Aimar, Jacques Anquetil et Arie den Hartog lors de la course

### Classement général final
| Classement général | Classement général      | Classement général   | Classement général              | Classement général   |
|                    | Coureur                 | Pays                 | Équipe                          | Temps                |
| ------------------ | ----------------------- | -------------------- | ------------------------------- | -------------------- |
| 1er                | Lucien Aimar            | France               | Ford France-Hutchinson          | en 117 h 34 min 21 s |
| 2e                 | Jan Janssen             | Pays-Bas             | Pelforth-Sauvage-Lejeune-Wolber | + 1 min 7 s          |
| 3e                 | Raymond Poulidor        | France               | Mercier-BP-Hutchinson           | + 2 min 2 s          |
| 4e                 | José Antonio Momeñe     | Espagne              | KAS-Kaskol                      | + 5 min 19 s         |
| 5e                 | Marcello Mugnaini       | Italie               | Filotex                         | + 5 min 27 s         |
| 6e                 | Herman Van Springel     | Belgique             | Mann-Grundig                    | + 5 min 44 s         |
| 7e                 | Francisco Gabica        | Espagne              | KAS-Kaskol                      | + 6 min 25 s         |
| 8e                 | Roger Pingeon           | France               | Peugeot-BP-Michelin             | + 8 min 22 s         |
| 9e                 | Karl-Heinz Kunde        | Allemagne de l'Ouest | Peugeot-BP-Michelin             | + 9 min 6 s          |
| 10e                | Martin Van Den Bossche  | Belgique             | Roméo-Smith's                   | + 9 min 57 s         |
| 11e                | Antonio Gómez del Moral | Espagne              | KAS-Kaskol                      | + 10 min 18 s        |
| 12e                | Rudi Altig              | Allemagne de l'Ouest | Molteni-Arcore                  | + 11 min 18 s        |
| 13e                | Julio Jiménez           | Espagne              | Ford France-Hutchinson          | + 11 min 18 s        |
| 14e                | Valentín Uriona         | Espagne              | KAS-Kaskol                      | + 11 min 59 s        |
| 15e                | Joaquim Galera          | Espagne              | KAS-Kaskol                      | + 13 min 2 s         |
| 16e                | Joseph Huysmans         | Belgique             | Mann-Grundig                    | + 14 min 39 s        |
| 17e                | Franco Bitossi          | Italie               | Filotex                         | + 16 min 35 s        |
| 18e                | Domingo Perurena        | Espagne              | Fagor                           | + 17 min 29 s        |
| 19e                | Willy Monty             | Belgique             | Pelforth-Sauvage-Lejeune-Wolber | + 18 min 23 s        |
| 20e                | Mariano Díaz            | Espagne              | Fagor                           | + 19 min 58 s        |
| 21e                | Raymond Delisle         | France               | Peugeot-BP-Michelin             | + 22 min 17 s        |
| 22e                | Esteban Martín          | Espagne              | Fagor                           | + 22 min 59 s        |
| 23e                | André Zimmermann        | France               | Peugeot-BP-Michelin             | + 24 min 45 s        |
| 24e                | Aurelio González Puente | Espagne              | KAS-Kaskol                      | + 26 min 2 s         |
| 25e                | Carlos Echeverría       | Espagne              | KAS-Kaskol                      | + 26 min 47 s        |
| modifier           |                         |                      |                                 |                      |

### Classements annexes finals
| Classement par points, | Classement par points, | Classement par points, | Classement par points,          | Classement par points, |
| ---------------------- | ---------------------- | ---------------------- | ------------------------------- | ---------------------- |
|                        | Coureur                | Pays                   | Équipe                          | Point(s)               |
| 1er                    | Willy Planckaert       | Belgique               | Roméo-Smith's                   | 211 points             |
| 2e                     | Gerben Karstens        | Pays-Bas               | Televizier-Batavus              | 189 pts                |
| 3e                     | Edward Sels            | Belgique               | Solo-Superia                    | 178 pts                |
| 4e                     | Jan Janssen            | Pays-Bas               | Pelforth-Sauvage-Lejeune-Wolber | 144 pts                |
| 5e                     | Guido Reybrouck        | Belgique               | Roméo-Smith's                   | 119 pts                |
| 6e                     | Georges Vandenberghe   | Belgique               | Roméo-Smith's                   | 112 pts                |
| 7e                     | Rudi Altig             | Allemagne de l'Ouest   | Molteni-Arcore                  | 101 pts                |
| 8e                     | Jos Huysmans           | Belgique               | Mann-Grundig                    | 100 pts                |
| 9e                     | Walter Boucquet        | Belgique               | Mann-Grundig                    | 82 pts                 |
| 10e                    | Henk Nijdam            | Pays-Bas               | Televizier-Batavus              | 71 pts                 |
| modifier               |                        |                        |                                 |                        |

| Classement du Prix du meilleur grimpeur, | Classement du Prix du meilleur grimpeur, | Classement du Prix du meilleur grimpeur, | Classement du Prix du meilleur grimpeur, | Classement du Prix du meilleur grimpeur, |
| ---------------------------------------- | ---------------------------------------- | ---------------------------------------- | ---------------------------------------- | ---------------------------------------- |
|                                          | Coureur                                  | Pays                                     | Équipe                                   | Point(s)                                 |
| 1er                                      | Julio Jiménez                            | Espagne                                  | Ford France-Hutchinson                   | 123 points                               |
| 2e                                       | Joaquim Galera                           | Espagne                                  | KAS-Kaskol                               | 98 pts                                   |
| 3e                                       | Aurelio González Puente                  | Espagne                                  | KAS-Kaskol                               | 51 pts                                   |
| 4e                                       | Raymond Poulidor                         | France                                   | Mercier-BP-Hutchinson                    | 49 pts                                   |
| 5e                                       | Franco Bitossi                           | Italie                                   | Filotex                                  | 48 pts                                   |
| 6e                                       | Edy Schutz                               | Luxembourg                               | Roméo-Smith's                            | 47 pts                                   |
| 7e                                       | Martin Van Den Bossche                   | Belgique                                 | Roméo-Smith's                            | 34 pts                                   |
| 8e                                       | Gregorio San Miguel                      | Espagne                                  | KAS-Kaskol                               | 34 pts                                   |
| 9e                                       | Roger Pingeon                            | France                                   | Peugeot-BP-Michelin                      | 26 pts                                   |
| 10e                                      | Mariano Díaz                             | Espagne                                  | Fagor                                    | 25 pts                                   |
| modifier                                 |                                          |                                          |                                          |                                          |

| Classement par équipes | Classement par équipes          | Classement par équipes | Classement par équipes |
|                        | Équipe                          | Pays                   | Temps                  |
| ---------------------- | ------------------------------- | ---------------------- | ---------------------- |
| 1re                    | KAS-Kaskol                      | Espagne                | en 355 h 2 min 457 s   |
| 2e                     | Ford France-Hutchinson          | France                 | + 17 min 32 s          |
| 3e                     | Peugeot-BP-Michelin             | France                 | + 19 min 4 s           |
| 4e                     | Fagor                           | Espagne                | + 26 min 30 s          |
| 5e                     | Pelforth-Sauvage-Lejeune-Wolber | France                 | + 37 min 21 s          |
| 6e                     | Roméo-Smith's                   | Belgique               | + 55 min 3 s           |
| 7e                     | Filotex                         | Italie                 | + 58 min 35 s          |
| 8e                     | Mann-Grundig                    | Belgique               | + 58 min 54 s          |
| 9e                     | Molteni-Arcore                  | Italie                 | + 1 h 1 min 37 s       |
| 10e                    | Mercier-BP-Hutchinson           | France                 | + 1 h 12 min 9 s       |
| modifier               |                                 |                        |                        |

| Classement de la combativité, | Classement de la combativité, | Classement de la combativité, | Classement de la combativité,   | Classement de la combativité, |
| ----------------------------- | ----------------------------- | ----------------------------- | ------------------------------- | ----------------------------- |
|                               | Coureur                       | Pays                          | Équipe                          | Point(s)                      |
| 1er                           | Rudi Altig                    | Allemagne de l'Ouest          | Molteni-Arcore                  | 124 points                    |
| 2e                            | Raymond Poulidor              | France                        | Mercier-BP-Hutchinson           | 68 pts                        |
| 3e                            | Jan Janssen                   | Pays-Bas                      | Pelforth-Sauvage-Lejeune-Wolber | 55 pts                        |
| 4e                            | Julio Jiménez                 | Espagne                       | Ford France-Hutchinson          | 55 pts                        |
| 5e                            | Aurelio González Puente       | Espagne                       | KAS-Kaskol                      | 48 pts                        |
| 6e                            | Lucien Aimar                  | France                        | Ford France-Hutchinson          | 46 pts                        |
| 7e                            | Edy Schütz                    | Luxembourg                    | Roméo-Smith's                   | 37 pts                        |
| 8e                            | André Darrigade               | France                        | Kamomé-Dilecta-Dunlop           | 36 pts                        |
| 9e                            | Franco Bitossi                | Italie                        | Filotex                         | 35 pts                        |
| 10e                           | Ferdinand Bracke              | Belgique                      | Peugeot-BP-Michelin             | 35 pts                        |
| modifier                      |                               |                               |                                 |                               |

#### Classement des points chauds
| Classement des points chauds | Classement des points chauds | Classement des points chauds | Classement des points chauds | Classement des points chauds |
| ---------------------------- | ---------------------------- | ---------------------------- | ---------------------------- | ---------------------------- |
|                              | Coureur                      | Pays                         | Équipe                       | Point(s)                     |
| 1er                          | Guido Neri                   | Italie                       | Molteni-Arcore               | 19 points                    |
| 2e                           | André Darrigade              | France                       | Kamomé-Dilecta-Dunlop        | 12 pts                       |
| 3e                           | Georges Vandenberghe         | Belgique                     | Roméo-Smith's                | 10 pts                       |
| 4e                           | Maurice Benet                | France                       | Kamomé-Dilecta-Dunlop        | 8 pts                        |
| 5e                           | Herman Vrancken (en)         | Belgique                     | Mann-Grundig                 | 6 pts                        |
| 6e                           | Henri Dewolf                 | Belgique                     | Solo-Superia                 | 4 pts                        |
| 7e                           | Rolf Wolfshohl               | Allemagne de l'Ouest         | Mercier-BP-Hutchinson        | 4 pts                        |
| 8e                           | Pierre Beuffeuil             | France                       | Kamomé-Dilecta-Dunlop        | 3 pts                        |
| 9e                           | Robert Cazala                | France                       | Mercier-BP-Hutchinson        | 3 pts                        |
| 10e                          | Aurelio González Puente      | Espagne                      | KAS-Kaskol                   | 3 pts                        |
| modifier                     |                              |                              |                              |                              |

### Évolution des classements
| Étape              | Vainqueur              | Classement général  | Classement par points | Classement de la montagne | Classement des points chauds | Classement par équipes | Classement de la combativité   | Classement de la combativité |
| Étape              | Vainqueur              | Classement général  | Classement par points | Classement de la montagne | Classement des points chauds | Classement par équipes | Étape                          | Leader                       |
| ------------------ | ---------------------- | ------------------- | --------------------- | ------------------------- | ---------------------------- | ---------------------- | ------------------------------ | ---------------------------- |
| 1                  | Rudi Altig             | Rudi Altig          | Rudi Altig            | Giacomo Fornoni           | Guido Neri                   | Molteni-Arcore         | Rudi Altig                     | Rudi Altig                   |
| 2                  | Guido Reybrouck        | Rudi Altig          | Guido Reybrouck       | Tommaso De Pra            | Guido Neri                   | Molteni-Arcore         | Tommaso De Pra                 | Rudi Altig                   |
| 3a                 | Televizier-Batavus     | Rudi Altig          | Guido Reybrouck       | Tommaso De Pra            | Guido Neri                   | Roméo-Smith's          | Gerben Karstens                | Rudi Altig                   |
| 3b                 | Gerben Karstens        | Rudi Altig          | Willy Planckaert      | Domingo Perurena          | Jan Boonen                   | Roméo-Smith's          | Gerben Karstens                | Rudi Altig                   |
| 4                  | Willy Planckaert       | Rudi Altig          | Willy Planckaert      | Domingo Perurena          | Jan Boonen                   | Roméo-Smith's          | Tom Simpson                    | Rudi Altig                   |
| 5                  | Franco Bitossi         | Rudi Altig          | Willy Planckaert      | Domingo Perurena          | Jan Boonen                   | Roméo-Smith's          | Johny Schleck                  | Rudi Altig                   |
| 6                  | Edward Sels            | Rudi Altig          | Willy Planckaert      | Domingo Perurena          | Jan Boonen                   | Roméo-Smith's          | Aurelio González Puente        | Rudi Altig                   |
| 7                  | Albert Van Vlierberghe | Rudi Altig          | Willy Planckaert      | Domingo Perurena          | Jan Boonen                   | Roméo-Smith's          | Rudi Altig                     | Rudi Altig                   |
| 8                  | Willy Planckaert       | Rudi Altig          | Willy Planckaert      | Domingo Perurena          | Jan Boonen                   | Roméo-Smith's          | Rik Van Looy                   | Rudi Altig                   |
| 9                  | Gerben Karstens        | Rudi Altig          | Willy Planckaert      | Domingo Perurena          | Jan Boonen                   | Roméo-Smith's          | Henk Nijdam                    | Rudi Altig                   |
| 10                 | Tommaso De Pra         | Tommaso De Pra      | Willy Planckaert      | Tommaso De Pra            | Jan Boonen                   | Molteni-Arcore         | Mariano Díaz                   | Rudi Altig                   |
| 11                 | Marcello Mugnaini      | Jean-Claude Lebaube | Willy Planckaert      | Marcello Mugnaini         | Jan Boonen                   | KAS-Kaskol             | Marcello Mugnaini              | Rudi Altig                   |
| 12                 | Rudi Altig             | Karl-Heinz Kunde    | Willy Planckaert      | Julio Jiménez             | Jan Boonen                   | KAS-Kaskol             | Rudi Altig                     | Rudi Altig                   |
| 13                 | Georges Vandenberghe   | Karl-Heinz Kunde    | Willy Planckaert      | Julio Jiménez             | Jan Boonen                   | KAS-Kaskol             | Tom Simpson                    | Rudi Altig                   |
| 14a                | Jo de Roo              | Karl-Heinz Kunde    | Willy Planckaert      | Julio Jiménez             | Jan Boonen                   | KAS-Kaskol             | Ferdinand Bracke               | Rudi Altig                   |
| 14b                | Raymond Poulidor       | Karl-Heinz Kunde    | Willy Planckaert      | Julio Jiménez             | Jan Boonen                   | KAS-Kaskol             | Ferdinand Bracke               | Rudi Altig                   |
| 15                 | Luís Otaño             | Karl-Heinz Kunde    | Willy Planckaert      | Joaquim Galera            | Jan Boonen                   | KAS-Kaskol             | Luis Otaño                     | Rudi Altig                   |
| 16                 | Julio Jiménez          | Jan Janssen         | Willy Planckaert      | Julio Jiménez             | Guido Neri                   | KAS-Kaskol             | Julio Jiménez                  | Rudi Altig                   |
| 17                 | Franco Bitossi         | Lucien Aimar        | Willy Planckaert      | Julio Jiménez             | Guido Neri                   | KAS-Kaskol             | Lucien Aimar                   | Rudi Altig                   |
| 18                 | Edy Schutz             | Lucien Aimar        | Willy Planckaert      | Julio Jiménez             | Guido Neri                   | KAS-Kaskol             | Raymond Poulidor               | Rudi Altig                   |
| 19                 | Ferdinand Bracke       | Lucien Aimar        | Willy Planckaert      | Julio Jiménez             | Guido Neri                   | KAS-Kaskol             | Ferdinand Bracke               | Rudi Altig                   |
| 20                 | Henk Nijdam            | Lucien Aimar        | Willy Planckaert      | Julio Jiménez             | Guido Neri                   | KAS-Kaskol             | Henk Nijdam et Walter Boucquet | Rudi Altig                   |
| 21                 | Pierre Beuffeuil       | Lucien Aimar        | Willy Planckaert      | Julio Jiménez             | Guido Neri                   | KAS-Kaskol             | Pierre Beuffeuil               | Rudi Altig                   |
| 22a                | Edward Sels            | Lucien Aimar        | Willy Planckaert      | Julio Jiménez             | Guido Neri                   | KAS-Kaskol             | Quatre coureurs                | Rudi Altig                   |
| 22b                | Rudi Altig             | Lucien Aimar        | Willy Planckaert      | Julio Jiménez             | Guido Neri                   | KAS-Kaskol             | Quatre coureurs                | Rudi Altig                   |
| Classements finals | Classements finals     | Lucien Aimar        | Willy Planckaert      | Julio Jiménez             | Guido Neri                   | KAS-Kaskol             | Rudi Altig                     | Rudi Altig                   |

## Liste des participants

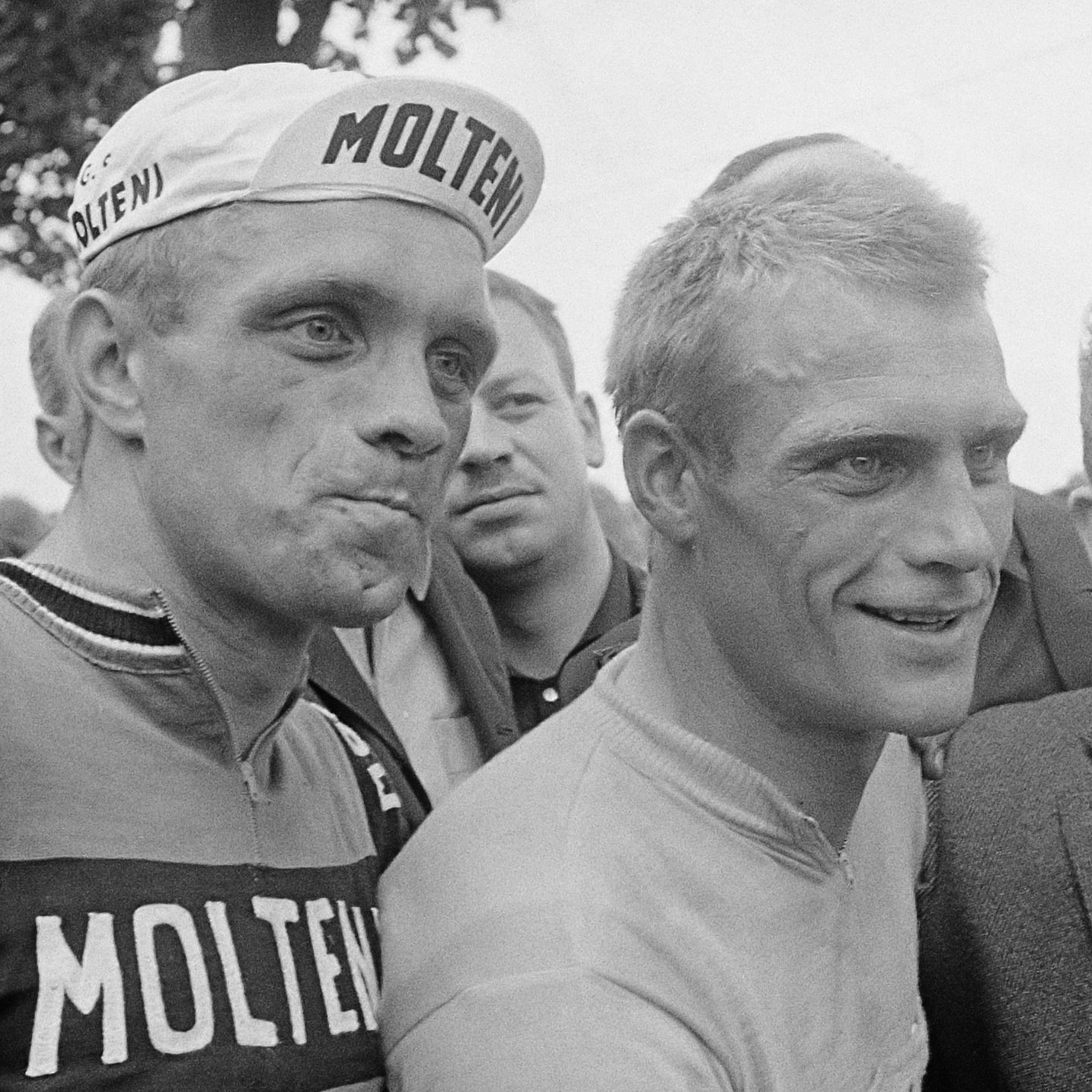
Tour de France, Rudi en Willy Altig, 27 juin 1966.

La liste ci-dessous présente les coureurs inscrits par numéro de dossard.
| Légende | Légende                                                                    | Légende | Légende                                                    |
| ------- | -------------------------------------------------------------------------- | ------- | ---------------------------------------------------------- |
| Num     | Dossard de départ porté par le coureur sur ce Tour                         | Pos     | Position à l'arrivée de la course                          |
|         | Indique un maillot de champion national ou mondial, suivi de sa spécialité | NP      | Indique un coureur qui n'a pas pris le départ de la course |
| AB      | Indique un coureur qui n'a pas terminé la course                           | HD      | Indique un coureur qui a terminé la course hors des délais |

| Ford France-Hutchinson                                     | Ford France-Hutchinson | Ford France-Hutchinson |
| ---------------------------------------------------------- | ---------------------- | ---------------------- |
| Num                                                        | Coureur                | Pos                    |
| 1                                                          | Lucien Aimar (FRA)     | 1er                    |
| 2                                                          | Jacques Anquetil (FRA) | AB-19                  |
| 3                                                          | Arie den Hartog (NED)  | 45e                    |
| 4                                                          | Vic Denson (GBR)       | HD-16                  |
| 5                                                          | Pierre Everaert (FRA)  | HD-16                  |
| 6                                                          | Michel Grain (FRA)     | 66e                    |
| 7                                                          | Julio Jiménez (ESP)    | 13e                    |
| 8                                                          | Jean Milesi (FRA)      | 79e                    |
| 9                                                          | Anatole Novak (FRA)    | HD-16                  |
| 10                                                         | Jean Stablinski (FRA)  | 61e                    |
| Directeurs sportifs : Raphaël Géminiani et Raymond Louviot |                        |                        |

| Kamomé-Dilecta-Dunlop           | Kamomé-Dilecta-Dunlop     | Kamomé-Dilecta-Dunlop |
| ------------------------------- | ------------------------- | --------------------- |
| Num                             | Coureur                   | Pos                   |
| 11                              | Maurice Benet (FRA)       | 59e                   |
| 12                              | Pierre Beuffeuil (FRA)    | 71e                   |
| 13                              | André Darrigade (FRA)     | 62e                   |
| 14                              | Jean Dupont (FRA)         | HD-16                 |
| 15                              | Jean-Claude Lebaube (FRA) | AB-18                 |
| 16                              | Raymond Lebreton (FRA)    | HD-16                 |
| 17                              | Alain Le Greves (FRA)     | AB-5                  |
| 18                              | Raymond Mastrotto (FRA)   | 50e                   |
| 19                              | Joseph Novales (FRA)      | HD-16                 |
| 20                              | Louis Rostollan (FRA)     | 47e                   |
| Directeur sportif : Louis Caput |                           |                       |

| Mercier-BP-Hutchinson             | Mercier-BP-Hutchinson   | Mercier-BP-Hutchinson |
| --------------------------------- | ----------------------- | --------------------- |
| Num                               | Coureur                 | Pos                   |
| 21                                | Gilbert Bellone (FRA)   | 78e                   |
| 22                                | Jean-Louis Bodin (FRA)  | HD-16                 |
| 23                                | Robert Cazala (FRA)     | 80e                   |
| 24                                | Jean-Pierre Genet (FRA) | HD-16                 |
| 25                                | Henri Guimbard (FRA)    | HD-16                 |
| 26                                | Raymond Poulidor (FRA)  | 3e                    |
| 27                                | Jozef Spruyt (BEL)      | HD-16                 |
| 28                                | Roger Swerts (BEL)      | 63e                   |
| 29                                | Victor Van Schil (BEL)  | 72e                   |
| 30                                | Rolf Wolfshohl (RFA)    | 39e                   |
| Directeur sportif : Antonin Magne |                         |                       |

| Pelforth-Sauvage-Lejeune-Wolber     | Pelforth-Sauvage-Lejeune-Wolber | Pelforth-Sauvage-Lejeune-Wolber |
| ----------------------------------- | ------------------------------- | ------------------------------- |
| Num                                 | Coureur                         | Pos                             |
| 31                                  | Édouard Delberghe (FRA)         | 58e                             |
| 32                                  | Julien Delocht (BEL)            | AB-15                           |
| 33                                  | André Foucher (FRA)             | 43e                             |
| 34                                  | Georges Groussard (FRA)         | 30e                             |
| 35                                  | Maurice Izier (FRA)             | 55e                             |
| 36                                  | Jan Janssen (NED)               | 2e                              |
| 37                                  | Jean-Claude Lefebvre (FRA)      | HD-16                           |
| 38                                  | Roger Milliot (FRA)             | HD-16                           |
| 39                                  | Willy Monty (BEL)               | 19e                             |
| 40                                  | Johny Schleck (LUX)             | 35e                             |
| Directeur sportif : Maurice De Muer |                                 |                                 |

| Peugeot-BP-Michelin              | Peugeot-BP-Michelin          | Peugeot-BP-Michelin |
| -------------------------------- | ---------------------------- | ------------------- |
| Num                              | Coureur                      | Pos                 |
| 41                               | Ferdinand Bracke (BEL)       | 32e                 |
| 42                               | Raymond Delisle (FRA)        | 21e                 |
| 43                               | Henri Duez (FRA)             | 51e                 |
| 44                               | Karl-Heinz Kunde (RFA)       | 9e                  |
| 45                               | Désiré Letort (FRA)          | 57e                 |
| 46                               | Roger Pingeon (FRA)          | 8e                  |
| 47                               | Christian Raymond (FRA)      | 54e                 |
| 48                               | Tom Simpson (GBR)            | AB-17               |
| 49                               | Georges Van Coningsloo (BEL) | AB-17               |
| 50                               | André Zimmermann (FRA)       | 23e                 |
| Directeur sportif : Gaston Plaud |                              |                     |

| Fagor                             | Fagor                             | Fagor |
| --------------------------------- | --------------------------------- | ----- |
| Num                               | Coureur                           | Pos   |
| 51                                | Jesús Aranzabal (ESP)             | 48e   |
| 52                                | Mariano Díaz (ESP)                | 20e   |
| 53                                | José María Errandonea (ESP)       | 56e   |
| 54                                | Ginés Garcia Peran (ESP)          | 28e   |
| 55                                | José Manuel López Rodríguez (ESP) | 41e   |
| 56                                | Esteban Martin (ESP)              | 22e   |
| 57                                | Ramón Mendiburu (ESP)             | 49e   |
| 58                                | Luís Otaño (ESP)                  | 26e   |
| 59                                | Domingo Perurena (ESP)            | 18e   |
| 60                                | Luis Pedro Santamarina (ESP)      | 29e   |
| Directeur sportif : Pedro Machain |                                   |       |

| Filotex                                  | Filotex                  | Filotex |
| ---------------------------------------- | ------------------------ | ------- |
| Num                                      | Coureur                  | Pos     |
| 61                                       | Franco Bitossi (ITA)     | 17e     |
| 62                                       | Guido Carlesi (ITA)      | HD-16   |
| 63                                       | Vittorio Chiarini (ITA)  | HD-16   |
| 64                                       | Ugo Colombo (ITA)        | 44e     |
| 65                                       | Pasquale Fabbri (ITA)    | HD-16   |
| 66                                       | Guerrando Lenzi (ITA)    | HD-1    |
| 67                                       | Paolo Mannucci (ITA)     | 82e     |
| 68                                       | Marcello Mugnaini (ITA)  | 5e      |
| 69                                       | Rolando Picchiotti (ITA) | HD-2    |
| 70                                       | Mario Zanchi (ITA)       | HD-2    |
| Directeur sportif : Waldemaro Bartolozzi |                          |         |

| KAS-Kaskol                             | KAS-Kaskol                    | KAS-Kaskol |
| -------------------------------------- | ----------------------------- | ---------- |
| Num                                    | Coureur                       | Pos        |
| 71                                     | Carlos Echeverría (ESP)       | 25e        |
| 72                                     | Sebastian Elorza (ESP)        | 31e        |
| 73                                     | Francisco Gabica (ESP)        | 7e         |
| 74                                     | Joaquim Galera (ESP)          | 15e        |
| 75                                     | Antonio Gómez del Moral (ESP) | 11e        |
| 76                                     | Aurelio González (ESP)        | 24e        |
| 77                                     | Jose-Antonio Momene (ESP)     | 4e         |
| 78                                     | Gregorio San Miguel (ESP)     | 37e        |
| 79                                     | Valentín Uriona (ESP)         | 14e        |
| 80                                     | Eusebio Vélez (ESP)           | AB-11      |
| Directeur sportif : Dalmacio Langarica |                               |            |

| Mann-Grundig                    | Mann-Grundig              | Mann-Grundig |
| ------------------------------- | ------------------------- | ------------ |
| Num                             | Coureur                   | Pos          |
| 81                              | Jozef Boons (BEL)         | HD-16        |
| 82                              | Walter Boucquet (BEL)     | 70e          |
| 83                              | Jan Boonen (BEL)          | HD-16        |
| 84                              | Jan Nolmans (BEL)         | HD-2         |
| 85                              | Jos Huysmans (BEL)        | 16e          |
| 86                              | Willy In 't Ven (BEL)     | 74e          |
| 87                              | André Messelis (BEL)      | 52e          |
| 88                              | Willy Vannitsen (BEL)     | HD-15        |
| 89                              | Herman Van Springel (BEL) | 6e           |
| 90                              | Herman Vrancken (BEL)     | 65e          |
| Directeur sportif : Frans Cools |                           |              |

| Molteni-Arcore                     | Molteni-Arcore            | Molteni-Arcore |
| ---------------------------------- | ------------------------- | -------------- |
| Num                                | Coureur                   | Pos            |
| 91                                 | Rudi Altig (RFA)          | 12e            |
| 92                                 | Willi Altig (RFA)         | AB-15          |
| 93                                 | René Binggeli (SUI)       | HD-16          |
| 94                                 | Ambrogio Colombo (ITA)    | HD-2           |
| 95                                 | Tommaso De Pra (ITA)      | HD-16          |
| 96                                 | Guido De Rosso (ITA)      | AB-17          |
| 97                                 | Giuseppe Fezzardi (ITA)   | 42e            |
| 98                                 | Giacomo Fornoni (ITA)     | AB-10          |
| 99                                 | Albertus Geldermans (NED) | 69e            |
| 100                                | Guido Neri (ITA)          | 77e            |
| Directeur sportif : Giorgio Albani |                           |                |

| Roméo-Smith's                           | Roméo-Smith's                | Roméo-Smith's |
| --------------------------------------- | ---------------------------- | ------------- |
| Num                                     | Coureur                      | Pos           |
| 101                                     | Frans Brands (BEL)           | 33e           |
| 102                                     | Joseph Mathy (BEL)           | AB-11         |
| 103                                     | Yvo Molenaers (BEL)          | 81e           |
| 104                                     | Willy Planckaert (BEL)       | 40e           |
| 105                                     | Guido Reybrouck (BEL)        | 53e           |
| 106                                     | Edy Schütz (LUX)             | 34e           |
| 107                                     | Georges Vandenberghe (BEL)   | 60e           |
| 108                                     | Martin Van Den Bossche (BEL) | 10e           |
| 109                                     | Willy Van Den Eynde (BEL)    | HD-16         |
| 110                                     | Albert Van Vlierberghe (BEL) | HD-16         |
| Directeur sportif : Guillaume Driessens |                              |               |

| Solo-Superia                    | Solo-Superia           | Solo-Superia |
| ------------------------------- | ---------------------- | ------------ |
| Num                             | Coureur                | Pos          |
| 111                             | Noël De Pauw (BEL)     | HD-16        |
| 112                             | Willy Derboven (BEL)   | HD-16        |
| 113                             | Armand Desmet (BEL)    | 27e          |
| 114                             | Henri De Wolf (BEL)    | 76e          |
| 115                             | Mathieu Maes (BEL)     | AB-2         |
| 116                             | Jean Monteyne (BEL)    | 67e          |
| 117                             | Edward Sels (BEL)      | 38e          |
| 118                             | Edgard Sorgeloos (BEL) | HD-16        |
| 119                             | Julien Stevens (BEL)   | HD-16        |
| 120                             | Rik Van Looy (BEL)     | HD-16        |
| Directeur sportif : Hugo Marien |                        |              |

| Televizier-Batavus                  | Televizier-Batavus        | Televizier-Batavus |
| ----------------------------------- | ------------------------- | ------------------ |
| Num                                 | Coureur                   | Pos                |
| 121                                 | Jo de Roo (NED)           | AB-17              |
| 122                                 | Cees Haast (NED)          | 36e                |
| 123                                 | Hubertus Harings (NED)    | HD-16              |
| 124                                 | Gerben Karstens (NED)     | 46e                |
| 125                                 | Bas Maliepaard (NED)      | HD-2               |
| 126                                 | Henk Nijdam (NED)         | 73e                |
| 127                                 | Jos van der Vleuten (NED) | 75e                |
| 128                                 | Leo Van Dongen (NED)      | HD-16              |
| 129                                 | Rik Wouters (NED)         | 68e                |
| 130                                 | Hubertus Zilverberg (NED) | 64e                |
| Directeur sportif : Kees Pellenaars |                           |                    |